# BBC Film
BBC Film (anciennement BBC Films) est une société de production audiovisuelle britannique qui fait partie de la British Broadcasting Corporation.

## Filmographie
Sauf indication contraire, les informations mentionnées dans cette section peuvent être confirmées par la base de données cinématographiques IMDb,  présente dans la section « Liens externes ».

### 1990
- Truly Madly Deeply
- Antonia et Jane

### 2019
- Judy

### 2020
- After Love
- The Roads Not Taken
- Supernova
- Never Rarely Sometimes Always
- The Nest

### 2021
- Désigné coupable (The Mauritanian)
- Can't Get You Out of My Head: An Emotional History Of The Modern World
- People Just Do Nothing: Big in Japan
- Ear for Eye
- The Power of the Dog
- Pirates (film, 2021)
- The Souvenir Part II
- The Phantom of the Open
- Cow (film, 2021)
- Body of Water
- Here Before (film)

### 2022
- The Lost King
- Aftersun

### 2023
- Girl
- Blue Jean
- Medusa Deluxe
- Toi et moi ? (Rye Lane)
- Scrapper
- Club Zero
- Femme (film)
- Sweet Sue
- Silent Roar
- Chuck Chuck Baby
- The Old Oak
- In Camera (film)
- The Great Escaper
- Hoard (film)
- Janet Planet
- Tuesday (film, 2023)
- The End We Start From
- Iron Claw
- Luther : Soleil déchu (Luther: The Fallen Sun)
- Une vie (One Life)

### 2024
- The Outrun
- The Salt Path de Marianne Elliott